# Sergio González
Sergio González Soriano (L'Hospitalet de Llobregat, 10 novembre 1976) è un allenatore di calcio ed ex calciatore spagnolo, di ruolo centrocampista.

## Carriera

### Club
Prodotto del vivaio dell'Espanyol, Sergio esordisce in campionato il 10 aprile 1998, nella vittoria 2-0 sul Tenerife. Fu un indiscusso titolare delle successive stagioni e totalizzò 104 presenze.
Passa al Deportivo La Coruña nell'estate del 2001 per circa 17 milioni, acquisto che rimane il più caro nella storia della società galiziana. Nella stagione 2001-2002 Sergio gioca tutte le 38 partite e segna 4 gol, vincendo la Coppa del Re contro il Real Madrid al Santiago Bernabéu siglando anche il primo gol dell'incontro.
Il 2 luglio 2010, ha rescisso il contratto col Deportivo.
Il 22 giugno 2010 si annuncia ufficialmente il suo acquisto da parte del Levante. Dopo un buon girone d'andata nella quale giocò in maniera costante, dal mese di gennaio per via di un infortunio terminò la sua stagione. Il 31 agosto 2011, a poche ore dalla chiusura del mercato, si svincola dal club granata.

### Nazionale
Sergio fu convocato per la prima volta dalla Spagna nel Marzo 2001 per un match di qualificazione alla Coppa del Mondo 2002 contro il Liechtenstein e un'amichevole contro la Francia.
Fece parte della squadra spagnola ai mondiali nippo-coreani, collezionando una presenza nel match vinto 3-2 contro il Sudafrica.
Occupa il primo posto nella classifica di più presenze per la selezione catalana, in cui giocò in 15 gare dal 1999 al 2013, segnando due reti.

### Allenatore
Il 2 gennaio 2013 dopo l'ultima partita di Johan Cruijff nelle vesti di tecnico della rappresentativa catalana, viene nominato vice allenatore, e anche con l'approdo del nuovo tecnico Gerard ricoprì lo stesso ruolo.
Il 22 gennaio 2014 viene scelto come tecnico dell'Espanyol B in sostituzione dell'esonerato Manolo Márquez, prendendo la squadra al dodicesimo posto: chiude il campionato all'ottavo posto. Il 27 maggio diventa allenatore dell'Espanyol. La sua prima stagione si conclude al decimo posto in campionato e nella Coppa del Re viene eliminato in semifinale dall'Athletic Bilbao. Il 13 ottobre 2015 viene promosso a tecnico della rappresentativa catalana affiancando Gerard. Il 14 dicembre 2015, il giorno precedente ai sedicesimi di finale di ritorno della Coppa del Re, viene esonerato dopo un periodo negativo in cui la sua squadra è scivolata al dodicesimo posto in campionato. Chiude la sua esperienza dopo aver totalizzato 62 partite nelle quali 22 vittorie, 14 pareggi e 26 sconfitte.
L'11 aprile 2018 viene nominato tecnico del Real Valladolid. squadra che milita nella Segunda División (ovvero la Serie B spagnola), con cui a fine anno, dopo essere arrivato quinto in campionato, ottiene la promozione in Liga dopo i play-off in cui la squadra (dopo aver eliminato lo Sporting Gijón in semifinale) prevale nel doppio confronto tra andata e ritorno con il Numancia. Resterà in carica fino alla stagione 2020-2021.
L'11 gennaio 2021 diventa il nuovo allenatore del Cadice.

## Statistiche

### Cronologia presenze e reti in nazionale
| Cronologia completa delle presenze e delle reti in nazionale ― Spagna | Cronologia completa delle presenze e delle reti in nazionale ― Spagna | Cronologia completa delle presenze e delle reti in nazionale ― Spagna | Cronologia completa delle presenze e delle reti in nazionale ― Spagna | Cronologia completa delle presenze e delle reti in nazionale ― Spagna | Cronologia completa delle presenze e delle reti in nazionale ― Spagna | Cronologia completa delle presenze e delle reti in nazionale ― Spagna | Cronologia completa delle presenze e delle reti in nazionale ― Spagna |
| Data                                                                  | Città                                                                 | In casa                                                               | Risultato                                                             | Ospiti                                                                | Competizione                                                          | Reti                                                                  | Note                                                                  |
| --------------------------------------------------------------------- | --------------------------------------------------------------------- | --------------------------------------------------------------------- | --------------------------------------------------------------------- | --------------------------------------------------------------------- | --------------------------------------------------------------------- | --------------------------------------------------------------------- | --------------------------------------------------------------------- |
| 24-3-2001                                                             | Alicante                                                              | Spagna                                                                | 5 – 0                                                                 | Liechtenstein                                                         | Qual. Mondiali 2002                                                   | -                                                                     | 83’                                                                   |
| 25-4-2001                                                             | Cordova                                                               | Spagna                                                                | 1 – 0                                                                 | Giappone                                                              | Amichevole                                                            | -                                                                     | 76’                                                                   |
| 14-11-2001                                                            | Huelva                                                                | Spagna                                                                | 1 – 0                                                                 | Messico                                                               | Amichevole                                                            | -                                                                     | 57’                                                                   |
| 27-3-2002                                                             | Rotterdam                                                             | Paesi Bassi                                                           | 1 – 0                                                                 | Spagna                                                                | Amichevole                                                            | -                                                                     |                                                                       |
| 17-4-2002                                                             | Belfast                                                               | Irlanda del Nord                                                      | 0 – 5                                                                 | Spagna                                                                | Amichevole                                                            | -                                                                     | 73’                                                                   |
| 12-6-2002                                                             | Daejeon                                                               | Sudafrica                                                             | 2 – 3                                                                 | Spagna                                                                | Mondiali 2002 - 1º turno                                              | -                                                                     | 53’                                                                   |
| 21-8-2002                                                             | Budapest                                                              | Ungheria                                                              | 1 – 1                                                                 | Spagna                                                                | Amichevole                                                            | -                                                                     | 61’                                                                   |
| 30-4-2003                                                             | Madrid                                                                | Spagna                                                                | 4 – 0                                                                 | Ecuador                                                               | Amichevole                                                            | -                                                                     | 66’                                                                   |
| 7-6-2003                                                              | Saragozza                                                             | Spagna                                                                | 0 – 1                                                                 | Grecia                                                                | Qual. Euro 2004                                                       | -                                                                     | 76’                                                                   |
| 11-6-2003                                                             | Belfast                                                               | Irlanda del Nord                                                      | 0 – 0                                                                 | Spagna                                                                | Qual. Euro 2004                                                       | -                                                                     | 65’                                                                   |
| 17-8-2005                                                             | Gijón                                                                 | Spagna                                                                | 2 – 0                                                                 | Uruguay                                                               | Amichevole                                                            | -                                                                     | 46’                                                                   |
| Totale                                                                |                                                                       | Presenze                                                              | 11                                                                    |                                                                       | Reti                                                                  | 0                                                                     |                                                                       |

## Palmarès

### Club

#### Competizioni nazionali
- Coppa di Spagna: 2

Espanyol: 1999-2000
Deportivo La Coruña: 2001-2002
- Supercoppa di Spagna: 1

Deportivo La Coruña: 2002